# Луций Куспий Пактумей Руфин
Луций Куспий Пактумей Руфин (на латински: Lucius Cuspius Pactumeius Rufinus; * 100 г.) e политик и сенатор на Римската империя през средата на 2 век.

## Биография
Руфин произлиза от Пергамон, фамилията Куспии е обаче от италикийски произход. Пактумеиите са сенаторска фамилия от Северна Африка. Баща му Луций Куспий Камерин е суфектконсул през 126 г.
Император Адриан го приема в сената. През 142 г. той става редовен консул заедно с Луций Стаций Квадрат. Руфин се грижи за родния си град Пергамон и достроява между другото там култовата територия на храма и санаториума на бог Асклепий (Asklepieions).
Той е дядо на Луций (или Гай) Куспий Руфин (консул 197 г.). Руфин е приятел с философа и оратора Публий Елий Аристид.